# Zaharije Trnavčević

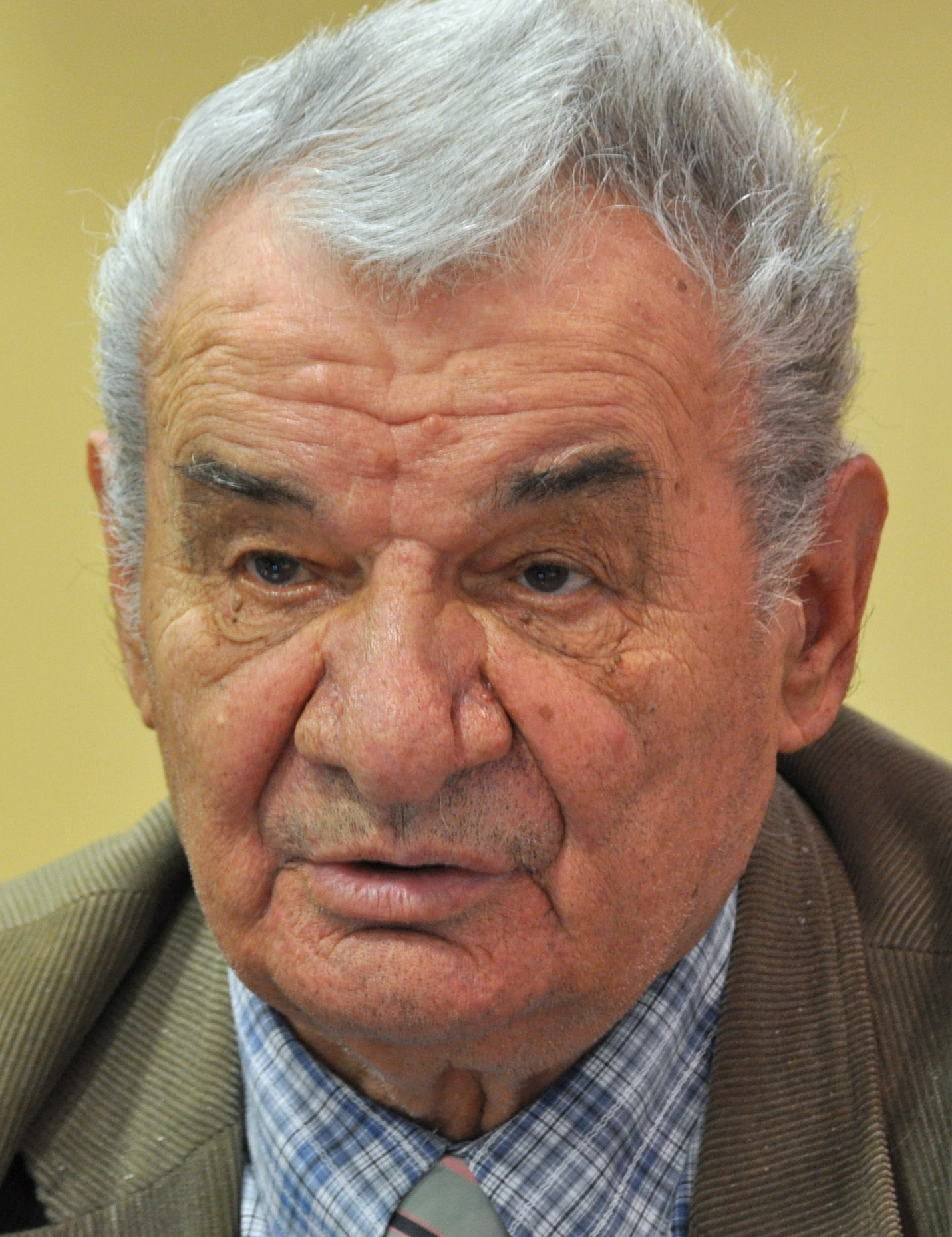
Trnavčević, 2011

Zaharije Trnavčević (em sérvio:  Захарије Трнавчевић; 2 de janeiro de 1926 – 13 de janeiro de 2016) foi um jornalista e político sérvio.
Ele foi presidente do partido político Sérvia Rica. Depois das Eleições parlamentares na Sérvia em 2012, ele foi eleito membro do parlamento, foi como o membro mais velho tornou-se agindo Presidente da Assembleia Nacional da Sérvia.
Trnavčević morreu no dia 13 de janeiro de 2016 em Belgrado, aos 90 anos de idade.